# Mark Evans (roer)
Marcus "Mark" Evans (født 16. august 1957 i Toronto) er en canadisk tidligere roer og olympisk guldvinder, tvillingebror til John Michael Evans.
Mark Evans blev først nogle år efter sin bror en del af det canadiske rolandshold. Han deltog første gang ved VM i roning i 1981, hvor han roede toer uden styrmand sammen med sin bror. De blev her nummer seks, mens de ved VM to år senere blev nummer fem.
Evans var med i den canadiske otter til OL 1984 i Los Angeles.Båden blev toer i det indledende heat efter New Zealand og måtte dermed i opsamlingsheat, hvor de blev toer efter Australien. Canadierne var nu i finalen, hvor de kom til at kæmpe en indædt kamp mod USA, men endte med at vinde guld, 0,42 sekund foran amerikanerne, mens Australien vandt bronze. Det var Canadas første guldmedalje i otteren nogensinde og landets første OL-guld i roning siden 1964. Udover Mark Evans bestod bådens besætning af hans bror Mike, Dean Crawford, Paul Steele, Grant Main, Blair Horn, Kevin Neufeld, Pat Turner og styrmand Brian McMahon.
OL 1984 blev sidste gang, brødrene Evans var til en elitekonkurrence for Canada.
Mark Evans havde gået på Upper Canada College og kom til University of Oxford. I tiden her var han med til at ro mod University of Cambridge i 1983 og 1984, begge gange med Oxford-sejr. Han fortsatte med at være en del af rosporten og konkurrerede fortsat, da han var oppe i halvtresserne. Han har også virket som dommer i sporten, og han er sammen med den øvrige besætning fra OL-guldotteren i 1984 optaget i British Columbia Sport Hall of Fame og Canadas Olympiske Hall of Fame.

## OL-medaljer
- 1984:  Guld i otter